# Guibourtinidine
La guibourtinidine est une anthocyanidine.
Les proguibourtinidines sont un type de tanins condensés. Les tanins condensés sont des polymères de flavanols et les proguibourtinidines sont notamment composées de guibourtinidols. Le nom provient du fait que ces tanins produisent de la guibourtinidine, lors de leur hydrolyse en milieu acide.